# Stora Fålsjön
Stora Fålsjön är en sjö i Alingsås kommun i Västergötland och ingår i Göta älvs huvudavrinningsområde.